# Stanford (Norfolk)
Stanford (Norfolk) is een civil parish in het bestuurlijke gebied Breckland, in het Engelse graafschap Norfolk.